# Tabuaeran
Tabuaeran, hay Tahanea, còn được biến đến với tên gọi là đảo Fanning, là một đảo san hô nằm trong quần đảo Line ở Trung Thái Bình Dương, thuộc chủ quyền của Cộng hòa Kiribati.
Tổng diện tích đất đo được của đảo Tabuaeran là khoảng 33,7 km²; độ cao tối đa so với mực nước biển là khoảng 3 m. Tổng diện tích các đầm phá trên đảo là gần 110 km². Vùng nước sâu nhất đo được là khoảng 15 m; phần lớn các đầm phá đều khá nông.

## Lịch sử
Thuyền trưởng người Mỹ Edmund Fanning là người đầu tiên phát hiện ra đảo Tabuaeran vào ngày 11 tháng 6 năm 1798; vì vậy đảo này còn có tên là Fanning, được đặt theo tên ông ta. Vào thời điểm đó, đảo Tabuaeran không có người ở, tương tự như các đảo khác trong cụm quần đảo Line. Sau thuyền trưởng Fanning, đảo này được nhiều người săn bắt cá voi của một số quốc gia ghé đến. Tàu đánh cá Harriet đã bị đắm tại đây vào khoảng cuối năm 1831 - đầu năm 1832.
Năm 1902, đảo Tabuaeran trở thành một trạm trong hệ thống cáp điện báo All Red Line. Vào tháng 9 năm 1914, là thời gian mà Thế chiến I vừa diễn ra, trạm cáp đảo Tabuaeran được tàu tuần dương SMS Nürnberg của Đức ghé thăm. Trạm sau đó bị hư hại nghiêm trọng khi một lực lượng đổ bộ lên đảo để phá hủy nó.
Năm 1939, đảo Tabuaeran được sáp nhập vào thuộc địa của Anh, tức quần đảo Gilbert và Ellice. Năm 1979, đảo Tabuaeran giành được độc lập, trở thành một phần của Cộng hòa Kiribati đến ngày nay.

## Sinh thái
Nạn đánh bắt quá mức và sự ô nhiễm đã tác động lên vùng biển bao quanh đảo Tabuaeran. Số lượng cá mập được quan sát tại Tabuaeran và Kiritimati thấp hơn nhiều so với những hòn đảo không người ở thuộc phía bắc quần đảo Line.